# مانويل كيسادا
مانويل كيسادا (بالإنجليزية: Manuel Quezada)‏ مواليد 13 أكتوبر 1977 في كاليفورنيا، الولايات المتحدة، هو ملاكم محترف أمريكي يصنف ضمن فئة الوزن الثقيل.

## إحصائيات
خاض خلال مسيرته 34 نزالا، فاز في 29 وخسر في 6. فاز بالضربة القاضية في 18 نزالا.

## روابط خارجية
- مانويل كيسادا على موقع بوكس ريك (الإنجليزية) (registration required)